# HEW Cyclassics 2001
La 6e édition de la HEW Cyclassics a eu lieu le 19 août 2001. Il s'agit de la 7e épreuve de la Coupe du monde de cyclisme 2001. L'Allemand Erik Zabel (Deutsche Telekom) s'est imposé au sprint devant Romāns Vainšteins et Erik Dekker.

## Présentation

### Équipes
L'Amstel Gold Race figure au calendrier de la Coupe du monde de cyclisme sur route 2001.
On retrouve un total de 25 équipes au départ, 20 faisant partie des GSI, la première division mondiale, et les cinq dernières des GSII, la seconde division mondiale.
| Groupes sportifs I (17)- Lampre-Daikin - Deutsche Telekom - Coast-Buffalo - Domo-Farm Frites-Latexco - Mapei-Quick Step - Saeco - Lotto-Adecco - Mercatone Uno-Stream TV - Rabobank - Festina - Tacconi Sport-Vini Caldirola - CSC-Tiscali - Crédit agricole - Fassa Bortolo - Liquigas-Pata - Mercury-Viatel - Cofidis-Le Crédit par Téléphone Groupes sportifs II (3)- Gerolsteiner - Team Cologne - Team Nürnberger |
| |

## Classements

### Classement de la course
| \| Classement général \| Classement général \| Classement général \| Classement général \| Classement général \| \| Coureur \| Coureur \| Pays \| Équipe \| Temps \| \| ------------------ \| ------------------ \| ------------------ \| ---------------------------- \| ------------------ \| \| 1er \| Erik Zabel \| Allemagne \| Deutsche Telekom \| 5 h 59 min 02 s \| \| 2e \| Romāns Vainšteins \| Lettonie \| Domo-Farm Frites-Latexco \| + 0 s \| \| 3e \| Erik Dekker \| Pays-Bas \| Rabobank \| + 0 s \| \| 4e \| Fabrizio Guidi \| Italie \| Mercury-Viatel \| + 0 s \| \| 5e \| Andrej Hauptman \| Slovénie \| Tacconi Sport-Vini Caldirola \| + 0 s \| \| 6e \| Paolo Bettini \| Italie \| Mapei-Quick Step \| + 0 s \| \| 7e \| Igor Astarloa \| Espagne \| Mercatone Uno-Stream TV \| + 0 s \| \| 8e \| Fabio Baldato \| Italie \| Fassa Bortolo \| + 0 s \| \| 9e \| Werner Riebenbauer \| Autriche \| Team Nürnberger \| + 0 s \| \| 10e \| Sven Teutenberg \| Allemagne \| Festina \| + 0 s \| \| 11e \| Aart Vierhouten \| Pays-Bas \| Rabobank \| + 0 s \| \| 12e \| Mirko Celestino \| Italie \| Saeco \| + 0 s \| \| 13e \| Gabriele Balducci \| Italie \| Tacconi Sport-Vini Caldirola \| + 0 s \| \| 14e \| Davide Rebellin \| Italie \| Liquigas-Pata \| + 0 s \| \| 15e \| René Haselbacher \| Autriche \| Gerolsteiner \| + 0 s \| \| 16e \| Steffen Radochla \| Allemagne \| Festina \| + 0 s \| \| 17e \| Gianluca Bortolami \| Italie \| Tacconi Sport-Vini Caldirola \| + 0 s \| \| 18e \| Martin Müller \| Allemagne \| Team Cologne \| + 0 s \| \| 19e \| Peter Wrolich \| Autriche \| Gerolsteiner \| + 0 s \| \| 20e \| Serge Baguet \| Belgique \| Lotto-Adecco \| + 0 s \| |                    |           |                              |                 |
| |                    |           |                              |                 |
| |                    |           |                              |                 |
| Classement général |                    |           |                              |                 |
| Coureur | Coureur            | Pays      | Équipe                       | Temps           |
| 1er | Erik Zabel         | Allemagne | Deutsche Telekom             | 5 h 59 min 02 s |
| 2e | Romāns Vainšteins  | Lettonie  | Domo-Farm Frites-Latexco     | + 0 s           |
| 3e | Erik Dekker        | Pays-Bas  | Rabobank                     | + 0 s           |
| 4e | Fabrizio Guidi     | Italie    | Mercury-Viatel               | + 0 s           |
| 5e | Andrej Hauptman    | Slovénie  | Tacconi Sport-Vini Caldirola | + 0 s           |
| 6e | Paolo Bettini      | Italie    | Mapei-Quick Step             | + 0 s           |
| 7e | Igor Astarloa      | Espagne   | Mercatone Uno-Stream TV      | + 0 s           |
| 8e | Fabio Baldato      | Italie    | Fassa Bortolo                | + 0 s           |
| 9e | Werner Riebenbauer | Autriche  | Team Nürnberger              | + 0 s           |
| 10e | Sven Teutenberg    | Allemagne | Festina                      | + 0 s           |
| 11e | Aart Vierhouten    | Pays-Bas  | Rabobank                     | + 0 s           |
| 12e | Mirko Celestino    | Italie    | Saeco                        | + 0 s           |
| 13e | Gabriele Balducci  | Italie    | Tacconi Sport-Vini Caldirola | + 0 s           |
| 14e | Davide Rebellin    | Italie    | Liquigas-Pata                | + 0 s           |
| 15e | René Haselbacher   | Autriche  | Gerolsteiner                 | + 0 s           |
| 16e | Steffen Radochla   | Allemagne | Festina                      | + 0 s           |
| 17e | Gianluca Bortolami | Italie    | Tacconi Sport-Vini Caldirola | + 0 s           |
| 18e | Martin Müller      | Allemagne | Team Cologne                 | + 0 s           |
| 19e | Peter Wrolich      | Autriche  | Gerolsteiner                 | + 0 s           |
| 20e | Serge Baguet       | Belgique  | Lotto-Adecco                 | + 0 s           |

### Classement UCI
La course attribue des points à la Coupe du monde de cyclisme sur route 2001 selon le barème suivant :
| Position           | 1er | 2e | 3e | 4e | 5e | 6e | 7e | 8e | 9e | 10e | 11e | 12e | 13e | 14e | 15e | 16e | 17e | 18e | 19e | 20e | 21e | 22e | 23e | 24e | 25e |
| Classement général | 100 | 70 | 50 | 40 | 36 | 32 | 28 | 24 | 20 | 16  | 15  | 14  | 13  | 12  | 11  | 10  | 9   | 8   | 7   | 6   | 5   | 4   | 3   | 2   | 1   |